# Ignazio Provenza
Don Ignazio Provenza (Alcamo, 15 luglio 1911 – Enfidaville, 23 aprile 1943) è stato un presbitero e militare italiano.

## Biografia

Nato ad Alcamo, nella Provincia di Trapani, il 15 luglio 1911, da Giuseppe Provenza e Vincenza, era tenente cappellano del 3º Battaglione Genio Lavoratori. 
È morto ad Enfidaville (Tunisia) il 23 aprile 1943.

## Primi anni e sacerdozio
Da ragazzo frequentò la bottega di un calzolaio; trasferitosi poi con la famiglia in un altro rione, cominciò a frequentare la vicina Chiesa del SS. Salvatore, dove era Rettore il Canonico Don Vito Ospedale.
Fu questo canonico ad apprezzare i meriti del Provenza e che lo affidò a Mons. Tommaso Papa, con la preghiera di prepararlo per gli esami di ammissione al Seminario di Mazara del Vallo.
Ammesso al Seminario Vescovile di Mazara nel mese di ottobre del 1927, fu ordinato sacerdote il 25 luglio 1937.
Fu Vicario parrocchiale nella Parrocchia San Francesco di Paola, il cui parroco era Don Vincenzo Mistretta, e cappellano della Badia Nuova.

## Cappellano in Africa
Arruolatosi come Cappellano Militare nell'aprile 1942, lasciò Alcamo il 10 maggio 1942; partito in aereo da Lecce il 27 maggio seguente per Bengasi, il 29 maggio fu a Barce. Da qui iniziò la sua campagna militare fino a Sirte, e poi in Tunisia ed infine la ritirata, sempre insieme ai suoi soldati. 
Don Provenza, pur di portare la Parola di Dio dove non avevano un Cappellano, affrontava lunghi e faticosi viaggi in autocarro. Conversava spesso con i soldati, chiedeva notizie sulle loro famiglie e li aiutava a compilare domande e richieste varie. Era per loro un amico, un padre, un fratello.
Il 23 aprile 1943, Venerdì Santo, Don Provenza è stato ricoverato in gravi condizioni presso l'ospedale Coloniale italiano di Tunisi, dove cessò di vivere alle ore 13 dello stesso giorno. Era stato colpito da una scheggia di granata mentre amministrava i Sacramenti ad un soldato tedesco agonizzante, autista di un autocarro, anche lui colpito da una granata, sulla pista di accesso all'accampamento.

## I solenni funerali
Il 14 marzo 1963 la salma di Don Provenza, assieme alle spoglie di altri tre soldati alcamesi caduti in guerra sono rientrate nella loro città natale.
Le salme, dopo essere state esposte nella Cappella della Pia Opera Pastore, dove migliaia di concittadini hanno reso omaggio, alle 15,30 sono state portate in corteo nella Chiesa Madre per i solenni funerali concelebrati da Mons. Francesco Ricceri, vescovo di Trapani.
Ad accompagnare i caduti in guerra c'erano i parenti, la scorta armata dei carabinieri, le autorità religiose, civili e militari, i rappresentanti delle varie Associazioni dei Combattenti e Reduci di Guerra e migliaia di persone.
Alla fine della celebrazione è stato Mons. Tommaso Papa, allora Cappellano dell'Ospedale Coloniale Italiano di Tunisi, a pronunciare il discorso ufficiale.